# 라굴레트
라굴레트(프랑스어: La Goulette, 이탈리아어: La Goletta, 아랍어: حلق الوادي)는 튀니지 튀니스 주에 있는 도시이다. 인구는 28,407명(2004년)이다.